# 北海道立紋別高等看護学院
北海道立紋別高等看護学院 （ほっかいどうりつ もんべつこうとうかんごがくいん）とは、北海道紋別市にある道立の専修学校。愛称はMONKAN。

## 概要
1学年30人程度の少人数な学校だが、入試では網走、宗谷、釧路、根室、十勝地方などから10人程度の推薦入試を導入し、道東地方の地域医療の振興に尽力している。
2024年（令和5年）4月に広域紋別病院の隣接地に移転して市設道営となる。

## 設置学科
- 看護学科（3年制・昼間）

## 所在地
- 紋別市落石町1丁目3番90号

## 取得できる資格・免許状

### 看護学科
- 専門士称号[5]
- 看護師国家試験受験資格
- 保健師・助産師学校受験資格